# Jan Einar Thorsen
Jan Einar Thorsen (Bærum, 31 de agosto de 1966) es un deportista noruego que compitió en esquí alpino.
Participó en tres Juegos Olímpicos de Invierno, entre los años 1988 y 1994, obteniendo una medalla de bronce en Albertville 1992, en la prueba de supergigante, y el cuarto lugar en Lillehammer 1994 (eslalon gigante).
En la Copa del Mundo consiguió tres victorias y ocho podios en total.

## Palmarés internacional
| Juegos Olímpicos | Juegos Olímpicos      | Juegos Olímpicos  | Juegos Olímpicos |
| Año              | Lugar                 | Medalla           | Prueba           |
| ---------------- | --------------------- | ----------------- | ---------------- |
| 1992             | Albertville (Francia) | Medalla de bronce | Supergigante     |